# Neoblakea
Genre
Classification phylogénétique
Neoblakea est un genre monotypique d'arbre de la famille des Rubiaceae, endémique de la cordillère côtière au Venezuela.